# Лощинино
Лощинино — деревня в России, расположена в Касимовском районе Рязанской области. Является административным центром Лощининского сельского поселения.

## Географическое положение
Деревня Лощинино расположена примерно в 5 км к западу от центра города Касимова на берегу реки Сынтулка. Ближайшие населённые пункты — деревня Залесное к северу, город Касимов к востоку и  село Самылово к западу.

## История
Деревня возникла в результате слияния в первой половине XX века деревень Крысино и Лощинино, отмеченных на картах XVIII века. Некоторое время носила двойное название Крысино-Лощинино, но затем неблагозвучная первая часть названия отпала.
В 1905 г. деревни относились к Подгородной волости Касимовского уезда. Крысино имело 64 двора при численности населения 404 чел., а Лощинино 89 дворов при численности населения 551 чел.

## Население
| 1859 | 1897 | 1906 | 2010 |
| ---- | ---- | ---- | ---- |
| 232  | ↗590 | ↘551 | ↗949 |

## Улицы
Уличная сеть деревни состоит из 11 улиц.

## Транспорт и связь
Деревня расположена на трассе Р125 и имеет регулярное автобусное сообщение с районным центром.
В деревне имеется одноимённое сельское отделение почтовой связи (индекс 391339).
Деревня входит в зону покрытия сотовых операторов Билайн, МТС, МегаФон и Tele2.

## Известные уроженцы
Козлов, Фрол Романович (1908—1965) — советский партийный и государственный деятель, Герой Социалистического Труда.